# Lernagorc Vardenis FC
Lernagorc Vardenis Football Club (arménsky: Ֆուտբոլային Ակումբ „Լեռնագործ“ Վարդենիս) byl arménský fotbalový klub sídlící ve městě Vardenis. Klub zanikl v roce 1995.

## Historické názvy
- Lernagorc Vardenis FC (Lernagorc Vardenis Football Club)
- 1994 – Sipan Vardenis FC (Sipan Vardenis Football Club)
- 1995 – Lernagorc Vardenis FC (Lernagorc Vardenis Football Club)

## Umístění v jednotlivých sezonách
Zdroj: 
Legenda: Z - zápasy, V - výhry, R - remízy, P - porážky, VG - vstřelené góly, OG - obdržené góly, +/- - rozdíl skóre, B - body, červené podbarvení - sestup, zelené podbarvení - postup, fialové podbarvení - reorganizace, změna skupiny či soutěže
| Arménie (1992 – 1994) |                       |        |    |    |   |    |    |    |     |    |        |
| Sezóny                | Liga                  | Úroveň | Z  | V  | R | P  | VG | OG | +/- | B  | Pozice |
| 1992                  | Aradżin chumb         | 2      | 26 | 12 | 4 | 10 | 51 | 45 | +6  | 28 | 11.    |
| 1993                  | Aradżin chumb – sk. A | 2      | 22 | 9  | 1 | 12 | 42 | 45 | -3  | 19 | 6.     |
| 1994                  | Aradżin chumb         | 2      | 18 | 3  | 1 | 14 | 20 | 54 | -34 | 7  | 10.    |